# Francisco Bru
Francisco Bru Sanz (* 12. April 1885 in Madrid; † 10. Juni 1962 in Málaga), auch bekannt als Paco Bru, war ein spanischer Fußballspieler, -schiedsrichter und -trainer. Er war der erste Trainer der spanischen Nationalmannschaft.

## Spielerkarriere
Bru begann seine Karriere als 16-Jähriger beim FC Internacional. Zwischen 1906 und 1911 spielte Bru für den FC Barcelona. Im Endspiel um den spanischen Pokal 1910 bildete Bru gemeinsam mit Manuel Amechazurra die Verteidigung des FC Barcelona, der sich durch einen 3:2-Erfolg über Español Madrid seinen ersten nationalen Titel sicherte. Noch im gleichen Jahr gewann er mit den Katalanen den Pyrenäen-Cup, einen der ersten internationalen Fußballwettbewerbe überhaupt. 1911 wechselte er zum Stadtrivalen RCD Español und blieb dort bis 1915. Für seine letzte Station als Spieler kehrte er zum FC Barcelona zurück. In seiner Zeit als Spieler gewann er sechsmal die katalanische Meisterschaft (davon zwei mit RCD Español), einmal den spanischen Pokal und zweimal den Pyrenäen-Cup.

## Schiedsrichterkarriere
Nach seiner Karriere als Spieler, beschloss er Schiedsrichter zu werden. Beim ersten Spiel unter seiner Leitung verstaute er eine Pistole unter seiner Schiedsrichterkleidung, um damit ein „ruhiges Spiel zu garantieren“. Bereits 1916 und 1917 pfiff er die Endspiele um den spanischen Pokal.

## Trainerkarriere
1920 entschied der spanische Fußballverband, ein Team zur Olympiade in Antwerpen zu entsenden. Bru war eine der drei Personen, die die Spieler für das Team zusammenstellen sollten. Beim ersten Training war Bru der einzige Anwesende von den dreien, die anderen beiden fehlten aufgrund „familiärer Probleme“. Das Team, das er trainieren sollte, entsprach überhaupt nicht dem ursprünglich zusammengestellten, da der spanische Verband andere Spieler als die geforderten entsendete. Später erhielt Bru seine gewünschten Spieler und das Team setzte sich letztlich hauptsächlich aus Basken und Katalanen zusammen, darunter Ricardo Zamora, Félix Sesúmaga, Josep Samitier und Pichichi. Letztlich erreichte die Mannschaft unter Brus Leitung überraschend den zweiten Platz, obwohl sie nicht mal ins Finale kamen. Dies hatten sie der Tatsache zu verdanken, dass die Tschechoslowakei aus Protest gegen die Schiedsrichterleistung während des Endspiels den Platz verließ, dadurch disqualifiziert wurde und ein nachfolgendes Turnier um den zweiten Platz ausgespielt werden musste.
Zehn Jahre später führte er die Peruanische Nationalmannschaft zur ersten Fußball-Weltmeisterschaft in Uruguay. Nach zwei Niederlagen gegen Uruguay und Rumänien schied sein Team bereits in der Vorrunde aus.
Zwischen 1934 und 1936 trainierte er Real Madrid. Mit den „Königlichen“ gewann er 1934 und 1936 den spanischen Pokal. Ab 1937 war er für je zwei Jahre Coach des FC Girona, von Real Madrid und anschließend des FC Granada. Seine letzte Trainerstation war schließlich Real Saragossa in der Saison 1948/49.

## Erfolge
Spieler:
- Copa del Rey (1): 1910
- Katalanische Meisterschaft (6): 1909, 1910, 1911, 1912, 1915, 1916
- Pyrenäen-Cup (2): 1910, 1911

Trainer:
- Silbermedaille bei den Olympischen Sommerspielen (1): 1920
- Copa del Presidente de la República (2): 1934, 1936